# Ylä-Härkinjärvi och Ala-Härkinjärvi
Ylä-Härkinjärvi och Ala-Härkinjärvi eller Iso Härkinjärvi och Pieni Härkinjärvi är en sjö i kommunen Sonkajärvi i landskapet Norra Savolax i Finland. Sjön ligger 120,4 meter över havet. Den är 5,32 meter djup. Arean är 85 hektar och strandlinjen är 8,75 kilometer lång. Sjön  ingår i Vuoksens huvudavrinningsområde.   Den ligger omkring 82 kilometer norr om Kuopio och omkring 410 kilometer norr om Helsingfors. 